# 瀧田あゆち
瀧田 あゆち（たきた あゆち、1932年（昭和7年） - 2005年（平成17年）1月6日）は、愛知県出身の元日本航空役員。日本航空で初の女性役員。後年には日航財団常務理事を務めた。

## 来歴・人物
瀧田英二、花柳はるみ（瀧田 意志）の長女として生まれる。兄は滝田文彦。
名古屋市出身で常滑市には小学校4年の夏に引っ越している。知多郡立高等女学校（現・愛知県立半田高等学校）を経て、愛知県立第一高等女学校（現・愛知県立明和高等学校）を卒業した。
愛知県立第一高等女学校では演劇班に在籍し、1946年（昭和21年）の卒業の予餞会にはシェイクスピアの「ヴェニスの商人」のポーシャを演じている。
母の花柳はるみは高名な女優であったが、あゆちは「小学校を卒業するまでは母が女優だと知らなかった。断髪でモダンな格好をした母が岡本一平さんの漫画に描かれたこともずっと後になって知った」という。
高等女学校時代のあゆちは自然科学に関心があったが、大学受験の際、母の「女は法律を知っていないと不自由だよ」との助言をうけて、コースを理科から法科に変えて東京大学法学部へ進学している。
大学卒業後、1955年（昭和30年）に総合職として日本航空に就職し、1974年（昭和49年）に国際業務室に配属となり、1977年（昭和52年）には広報課長になった。
あゆちの遺品には、1966年（昭和41年）6月29日のビートルズ来日時、メンバー4人が旅客機を降りた時に羽織っていた法被と同じデザインのものがある。実際にメンバーが着たものかは不明だが、来日時には広報室長で法被の製作にも関わっていた。
1982年（昭和57年）には部長（国際業務担当役員付）に昇進し、新規路線の就航や政府、海外との折衝を担当した。日本航空で初の女性管理職であり、キャリアウーマンとして注目された。1990年（平成2年）に日航財団の初代常務理事となり、日本国外の若者を招いたり、日本文化を紹介する事業を展開した。晩年には外務省外務人事審議会や運輸政策研究機構理事などを務めた。
招聘に尽力した中部国際空港の開港１か月前に死去。
1981年（昭和56年）から日本航空女子バスケット部の部長も務めており。2005年（平成17年）1月10日、全日本総合バスケットボール選手権大会で初優勝したバスケット部は、同年1月6日に他界したあゆちへ優勝メダルを感謝のしるしとした。
あゆちが小中学校時代を過ごした生家は、2000年（平成12年）に常滑市の指定文化財となり、「廻船問屋瀧田家」（常滑市栄町4丁目75番地）として復元、有料公開されている。

## 著書
- 『企業を生かすPR 女性PRマンの発言』(日経新書) 日本経済新聞社, 1972年
- 『「やる気」の探究　燃えて仕事をするために』（共著）PHP研究所、1981年
- 『すてきな女性　その生き方と職場のマナー集』（共著）PHP研究所、1984年

## 関連事項
- 廻船問屋瀧田家
- 花柳はるみ